# Väinameri
Väinameri (estonski za more tjesnaca) ili more Väinameri je tjesnac i podzaljev Baltičkog mora, koji se nalazi između zapadnoestonskog otočja i estonskog kopna, unutar zapadne Estonije.
To je sjeverni dio Riškog zaljeva koji se proteže sjeverno do istočnog Baltičkog mora.
Površina Väinameri mora je oko 2,200 km2.
More Väinameri dom je zaštićenog područja Väinameri.
Kanal Kumari je plovni put koji se proteže u smjeru sjever-jug u Väinameriju. Dugo je 35 km, a minimalna dubina mu je pet metara. Kanal Rukki teče u smjeru istok-zapad između Hiiumaa i luke Rohuküla na kopnu.

## Vanjske poveznice
|  | Zajednički poslužitelj ima još gradiva o temi Väinameri |